# Ingo Feder

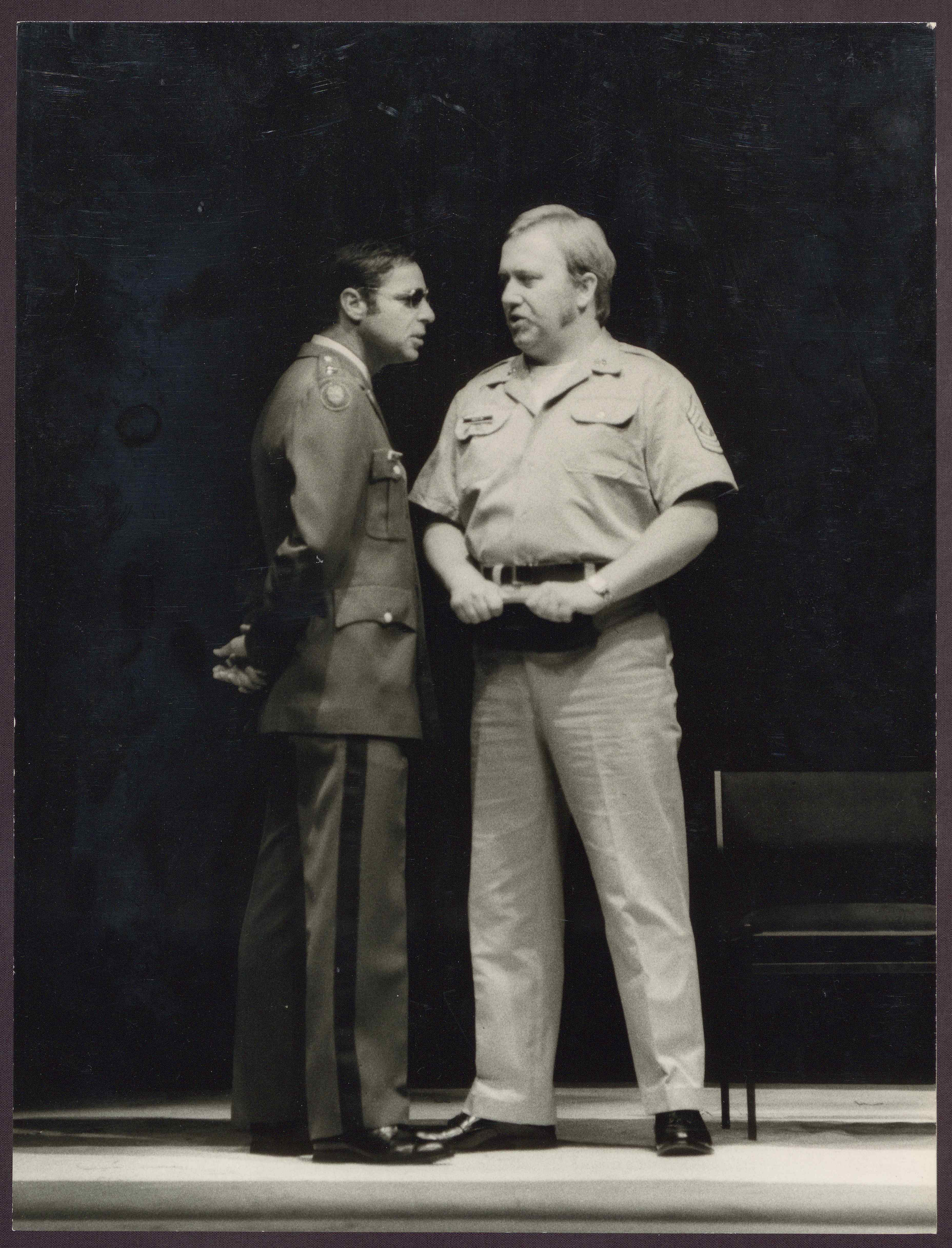
Ingo Feder (rechts) mit Peter Settgast in Kampfmoral von Karl Tunberg am Badischen Staatstheater Karlsruhe (1969/1970)

Ingo Feder (* 10. Oktober 1939; † 16. Januar 2022) war ein deutscher Schauspieler, Synchron- und Hörspielsprecher.

## Karriere
Ingo Feder war Mitglied des Ernst-Deutsch-Theaters in Hamburg, wo er unter anderem neben Friedrich Schütter 1990 in Franz Arnolds und Ernst Bachs Komödie Die (s)panische Fliege, 1992 im Erfolgsmusical My Fair Lady als Müllkutscher Alfred P. Doolittle (Vater der Hauptfigur Eliza Doolittle) sowie in Karl Parylas Inszenierung von Siegfried Lenz’ Zeit der Schuldlosen und 2002 in Bertolt Brechts Herr Puntila und sein Knecht Matti neben Jörg Pleva zu sehen war.
Feder spielte unter anderem auch in der österreichischen Theatergruppe „Bühne 64 Zürich“, wobei er beispielsweise 1993 in Shelag Delanys Bitterer Honig in der Rolle des Alois Wimmer zu sehen war.
Als Fernsehschauspieler war Ingo Feder 1966 in Heinrich Kochs Fernsehspiel Die Räuber nach Friedrich Schiller zu sehen, daneben war er in Nebenrollen in Die Wicherts von nebenan (1986–91), Der Landarzt (1987–2013) und in zwei Folgen des Tatort (seit 1970) zu sehen.
Regelmäßig war Feder daneben als Synchron- und Hörspielsprecher aktiv. Er sprach mehrere Nebenrollen in den Fernsehserien Time Tunnel (1966–67) (dt. 1993), Dog City (1992–95) und Walker, Texas Ranger (1993–2001). Er synchronisierte außerdem André Morell im Spielfilm Jung, blond und tödlich (1968) (dt. 1993), George Buza in Das Gehirn (1988) und Paul L. Smith in Desert Hawk (1992). Feder war daneben in drei Folgen der deutschen Hörspielserie Die drei ??? zu hören, zuletzt 2014.
Ingo Feder lebte in Hamburg-Eimsbüttel und starb nach langer schwerer Krankheit im Alter von 82 Jahren.